# Olympische Sommerspiele 1928/Leichtathletik – 400 m Hürden (Männer)
Der 400-Meter-Hürdenlauf der Männer bei den Olympischen Spielen 1928 in Amsterdam wurde am 29. und 30. Juli 1928 im Olympiastadion Amsterdam ausgetragen. 25 Athleten nahmen teil.
Olympiasieger wurde der Brite David Burghley vor dem US-Amerikaner Frank Cuhel. Bronze ging an den Olympiasieger von 1924 Morgan Taylor, ebenfalls aus den USA.

## Rekorde

### Bestehende Rekorde
| Weltrekord         | 52,0 s | Morgan Taylor ( USA)   | Philadelphia, USA            | 4. Juli 1928 |
| Olympischer Rekord | 53,8 s | Erik Wilén ( Schweden) | Finale von Paris, Frankreich | 7. Juli 1924 |

Anmerkung zum olympischen Rekord:

Der Olympiarekordinhaber Erik Wilén hatte im olympischen Finale von Paris 1924 Silber gewonnen. Die Zeit von 52,6 s des US-amerikanischen Olympiasiegers Morgan Taylor war nicht bestenlistenreif, weil Taylor eine Hürde gerissen hatte.

### Rekordverbesserung
Der bestehende Olympiarekord wurde einmal verbessert und einmal egalisiert.
- 53,4 s – Morgan Taylor (USA), Halbfinale am 29. Juli
- 53,4 s (egalisiert) – David Burghley (Großbritannien), Finale am 30. Juli

## Durchführung des Wettbewerbs
Die Läufer traten am 29. Juli zu sechs Vorläufen an. Die jeweils zwei besten Läufer – hellblau unterlegt – qualifizierten sich für das Halbfinale am gleichen Tag. Aus den beiden Vorentscheidungen kamen die jeweils drei Besten – wiederum hellblau unterlegt – in für das Finale, das am 30. Juli ausgetragen wurde.

## Vorläufe
Datum: 29. Juli 1928
Es sind nicht alle Zeiten überliefert.

### Vorlauf 1

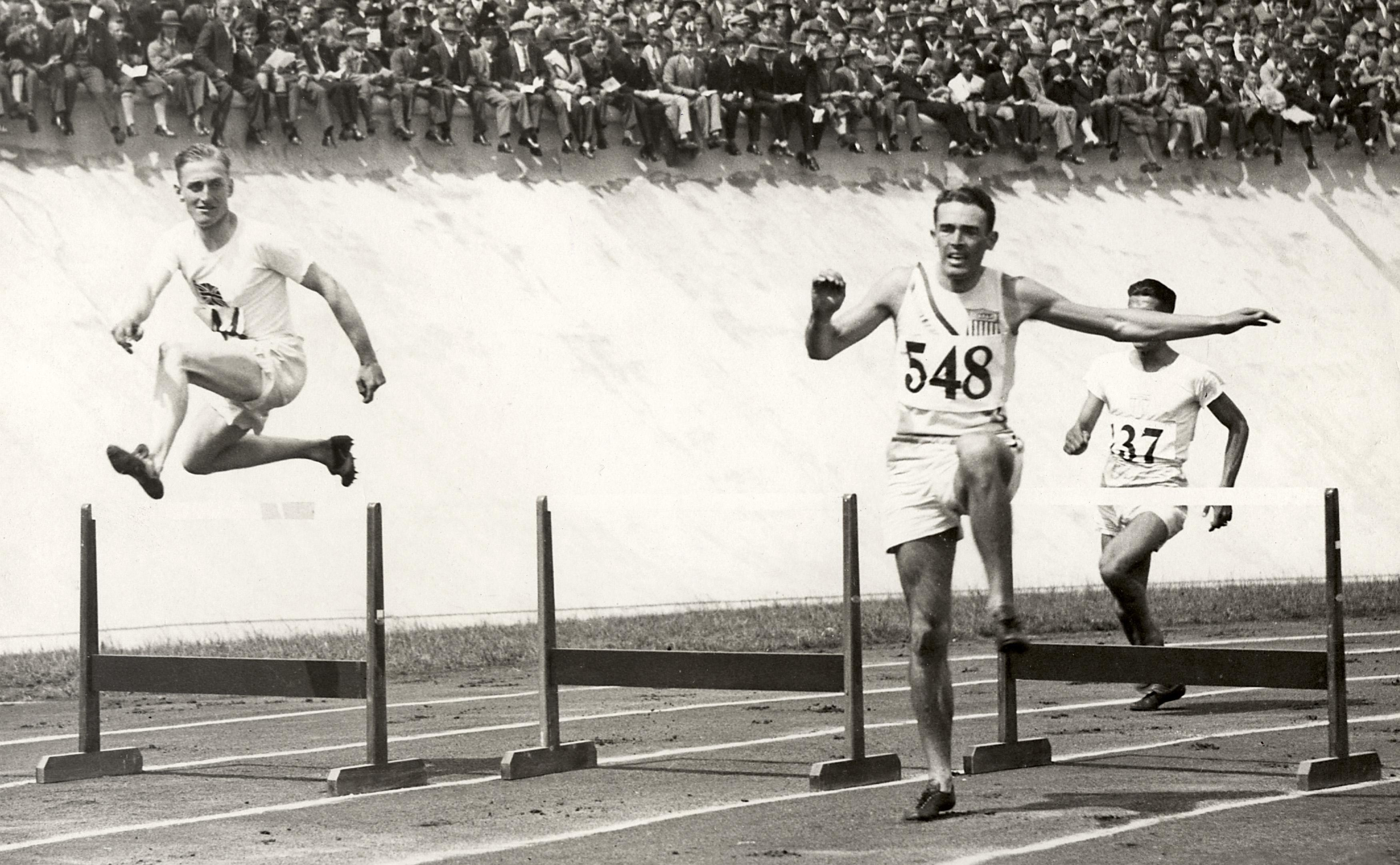
Aus dem ersten Vorlauf: David Burghley (links), Robert Maxwell (rechts im Vordergrund)
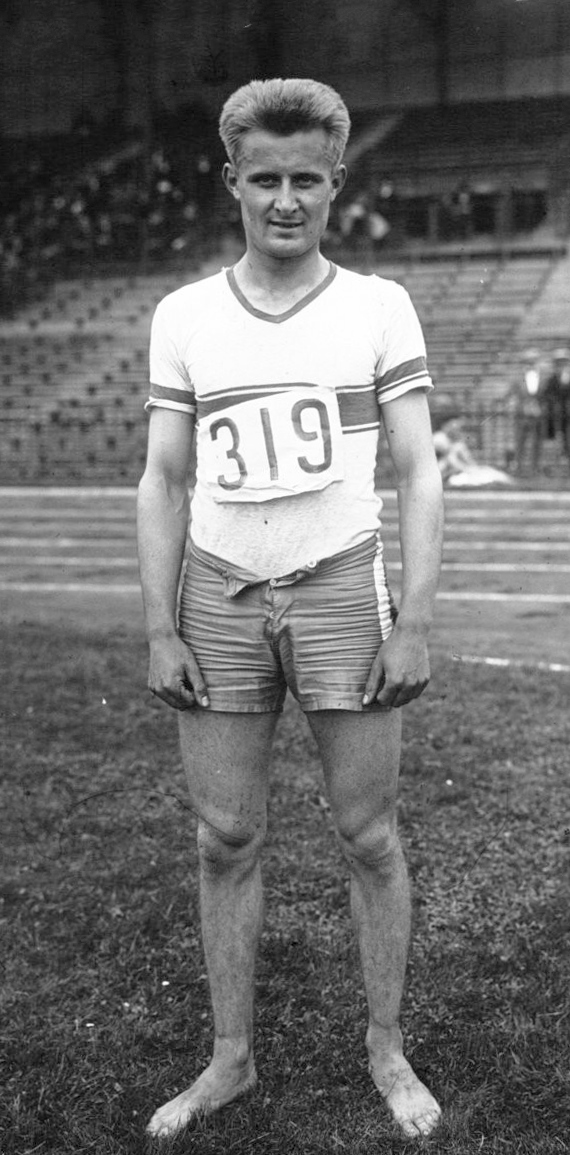
André Adelheim – ausgeschieden als Vierter im ersten Vorlauf

| Platz | Name                 | Nation         | Zeit       | Anmerkung |
| ----- | -------------------- | -------------- | ---------- | --------- |
| 1     | David Burghley       | Großbritannien | 57,0 s     |           |
| 2     | Robert Maxwell       | USA            | 57,2 s     |           |
| 3     | Vangelis Moiropoulos | Griechenland   | 58,4 s     |           |
| 4     | André Adelheim       | Frankreich     | 59,2 s     |           |
| 5     | Herman Larsen        | Dänemark       | 1:00,0 min |           |

### Vorlauf 2
| Platz | Name              | Nation         | Zeit   | Anmerkung |
| ----- | ----------------- | -------------- | ------ | --------- |
| 1     | John Gibson       | USA            | 57,0 s |           |
| 2     | Frederick Chauncy | Großbritannien | k. A.  |           |
| 3     | Émile Swinnen     | Belgien        | k. A.  |           |
| DNF   | Pierre Arnaudin   | Frankreich     |        |           |

### Vorlauf 3

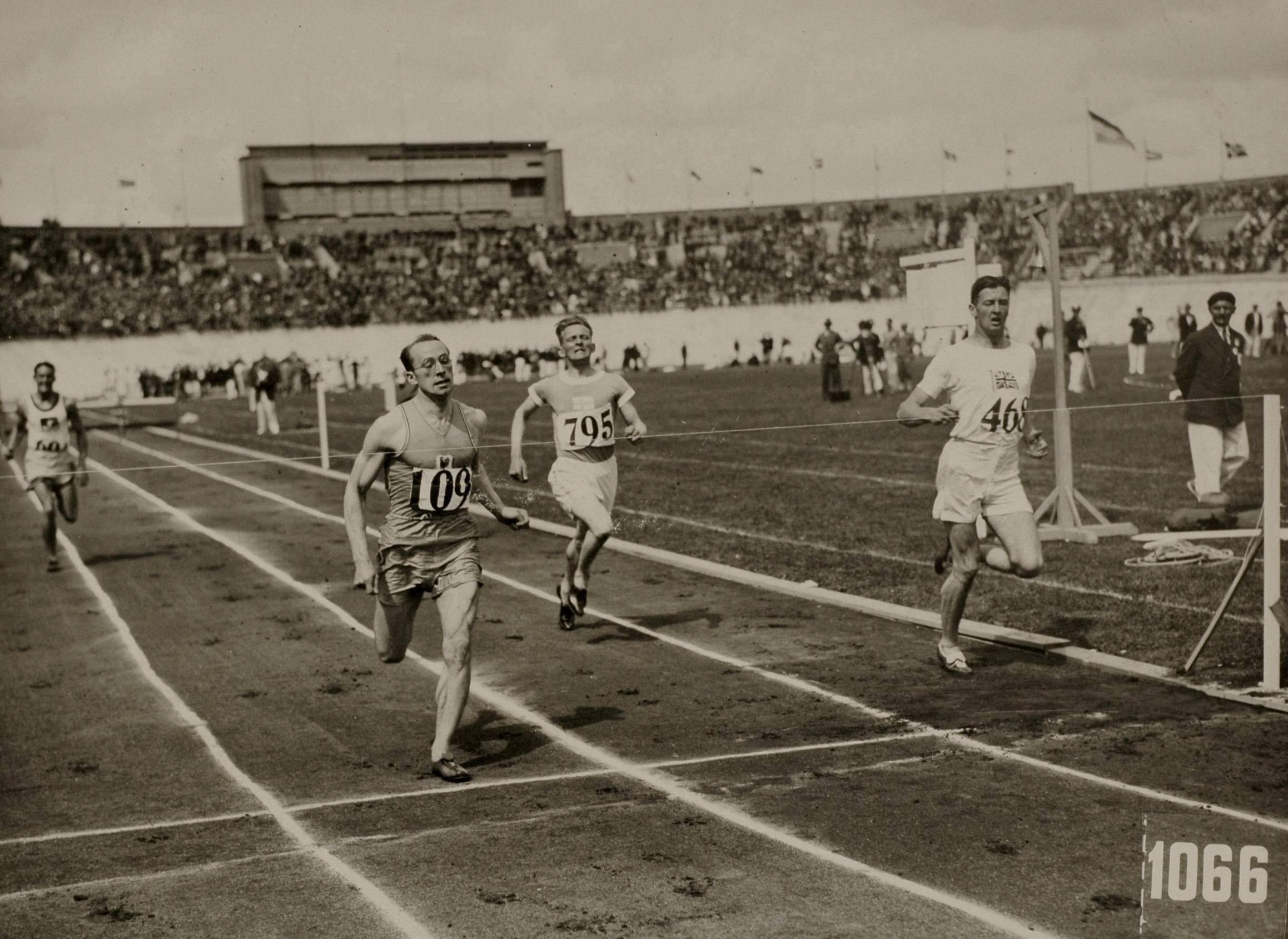
Zieleinlauf des dritten Vorlaufs: Roger Viel (Nr. 109) vor Tom Livingstone-Learmonth (Nr. 468) und Juka Matilainen (Nr. 795), links im Hintergrund: Alf Watson

| Platz | Name                      | Nation         | Zeit   | Anmerkung |
| ----- | ------------------------- | -------------- | ------ | --------- |
| 1     | Roger Viel                | Frankreich     | 56,2 s |           |
| 2     | Tom Livingstone-Learmonth | Großbritannien | 56,4 s |           |
| 3     | Juka Matilainen           | Finnland       | 56,7 s |           |
| 4     | Alf Watson                | Australien     | 57,8 s |           |

### Vorlauf 4
| Platz | Name            | Nation   | Zeit   | Anmerkung |
| ----- | --------------- | -------- | ------ | --------- |
| 1     | Morgan Taylor   | USA      | 55,2 s |           |
| 2     | Erik Wilén      | Finnland | 56,5 s |           |
| 3     | Erik Kjellström | Schweden | 56,6 s |           |

### Vorlauf 5
| Platz | Name               | Nation         | Zeit   | Anmerkung |
| ----- | ------------------ | -------------- | ------ | --------- |
| 1     | Sten Pettersson    | Schweden       | 55,8 s |           |
| 2     | Stefan Kostrzewski | Polen          | 56,0 s |           |
| 3     | Lance Percival     | Großbritannien | k. A.  |           |

### Vorlauf 6
| Platz | Name               | Nation             | Zeit   | Anmerkung |
| ----- | ------------------ | ------------------ | ------ | --------- |
| 1     | Frank Cuhel        | USA                | 54,6 s |           |
| 2     | Luigi Facelli      | Königreich Italien | 55,1 s |           |
| 3     | Louis Lundgren     | Dänemark           | 55,9 s |           |
| 4     | Warren Montabone   | Kanada             | 56,5 s |           |
| 5     | Édouard Max-Robert | Frankreich         | k. A.  |           |
| 6     | Abdul Hamid        | Britisch-Indien    | k. A.  |           |

## Halbfinale

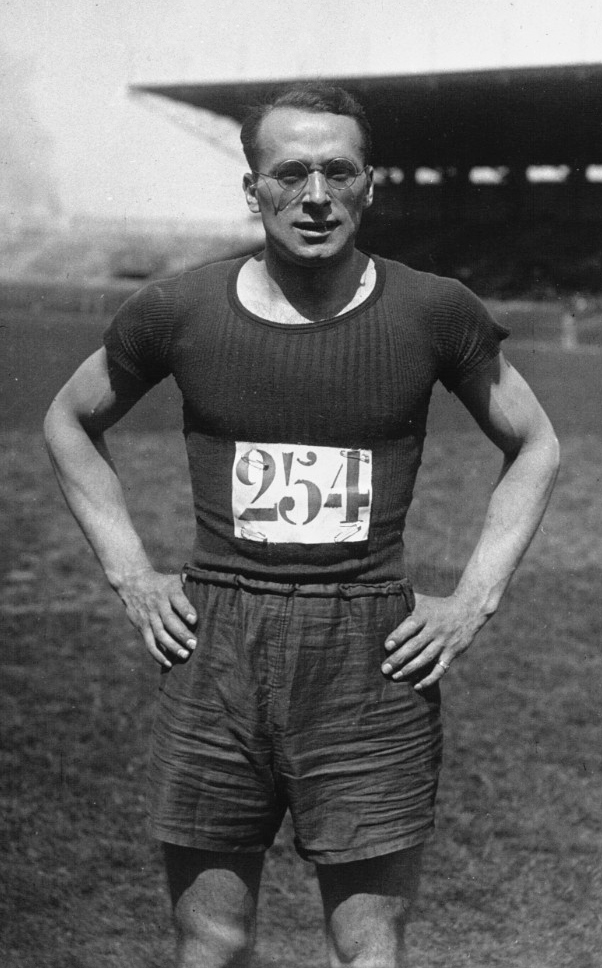
Roger Viel – ausgeschieden als Vierter im ersten Halbfinale
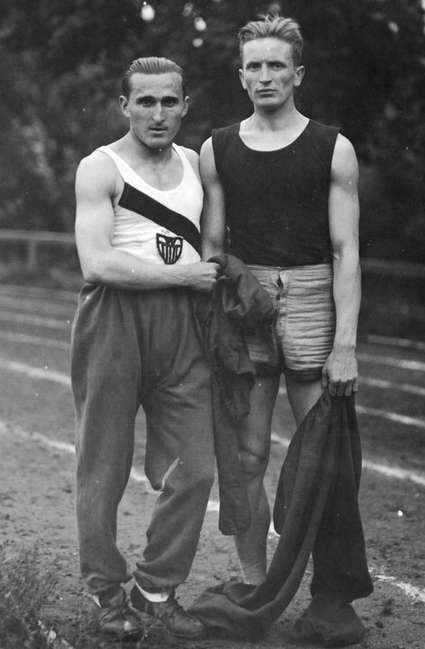
Stefan Kostrzewski (links) – ausgeschieden als Fünfter im ersten Halbfinale

Datum: 29. Juli 1928
Es sind nicht alle Zeiten überliefert.

### Lauf 1
| Platz | Name               | Nation         | Zeit   | Anmerkung |
| ----- | ------------------ | -------------- | ------ | --------- |
| 1     | Morgan Taylor      | USA            | 53,4 s | OR        |
| 2     | Frank Cuhel        | USA            | 53,6 s |           |
| 3     | David Burghley     | Großbritannien | 53,9 s |           |
| 4     | Roger Viel         | Frankreich     | 57,6 s |           |
| 5     | Stefan Kostrzewski | Polen          | 58,0 s |           |
| 6     | Frederick Chauncy  | Großbritannien | k. A.  |           |

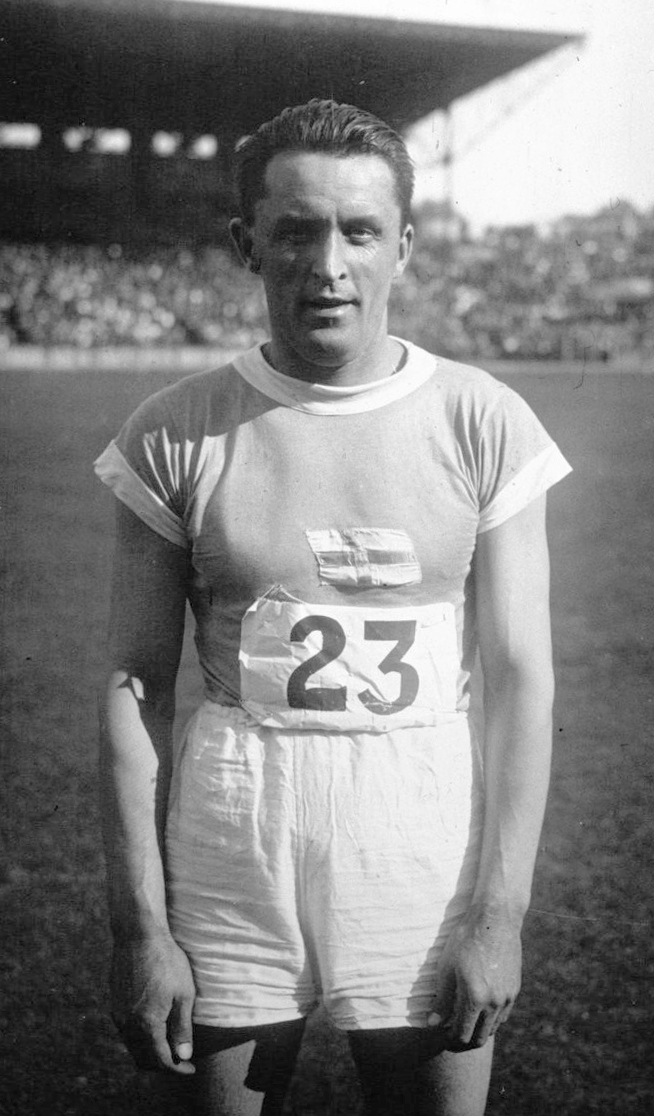
Erik Wilén – ausgeschieden als Fünfter im zweiten Halbfinale
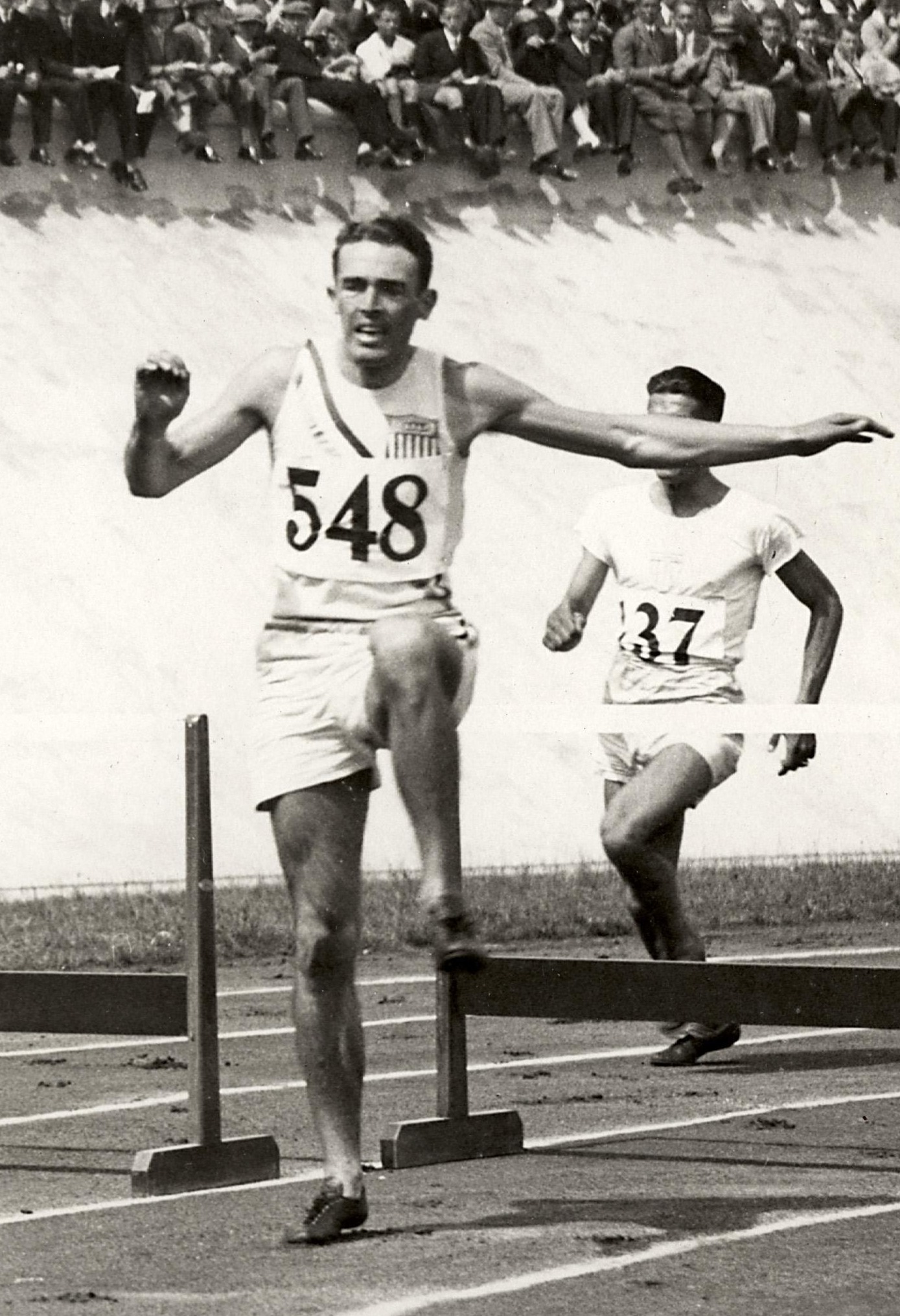
Robert Maxwell (links) – ausgeschieden als Sechster im zweiten Halbfinale

### Lauf 2
| Platz | Name                      | Nation             | Zeit   | Anmerkung |
| ----- | ------------------------- | ------------------ | ------ | --------- |
| 1     | Tom Livingstone-Learmonth | Großbritannien     | 54,0 s |           |
| 2     | Luigi Facelli             | Königreich Italien | 54,2 s |           |
| 3     | Sten Pettersson           | Schweden           | 54,3 s |           |
| 4     | John Gibson               | USA                | 54,4 s |           |
| 5     | Erik Wilén                | Finnland           | 54,5 s |           |
| 6     | Robert Maxwell            | USA                | k. A.  |           |

## Finale
Datum: 30. Juli 1928
| Platz | Name                      | Nation             | Höhe   | Anmerkung |
| ----- | ------------------------- | ------------------ | ------ | --------- |
| 1     | David Burghley            | Großbritannien     | 53,4 s | OR        |
| 2     | Frank Cuhel               | USA                | 53,6 s |           |
| 3     | Morgan Taylor             | USA                | 53,6 s |           |
| 4     | Sten Pettersson           | Schweden           | 53,8 s |           |
| 5     | Tom Livingstone-Learmonth | Großbritannien     | 54,2 s |           |
| 6     | Luigi Facelli             | Königreich Italien | 55,8 s |           |

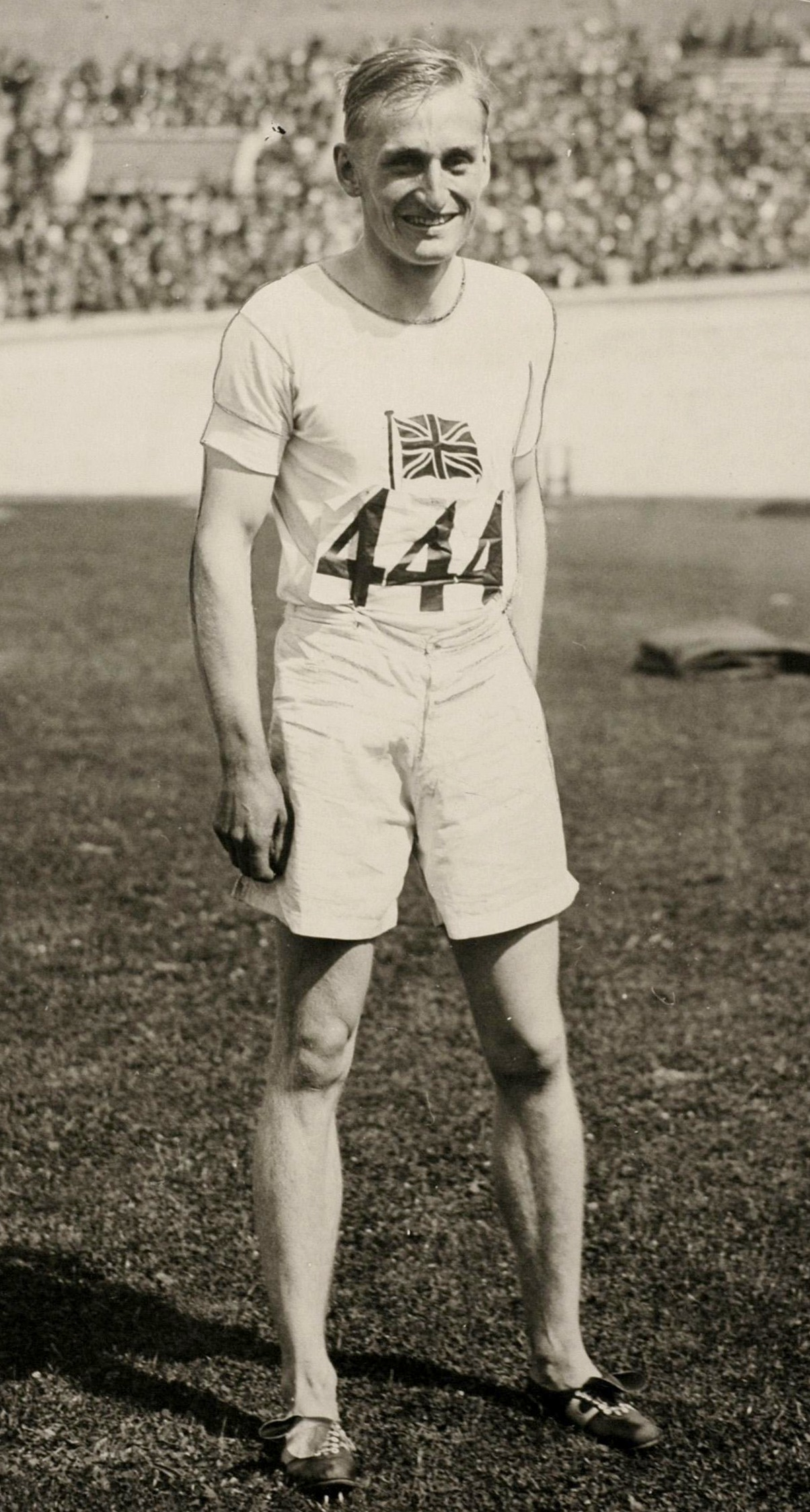
Olympiasieger David Cecil, 6th Marquess of Exeter, der unter seinem bürgerlichen Namen David Burghley startete

Als klarer Favorit ging Morgan Taylor, der Olympiasieger der letzten Spiele, ins Rennen. Im Juli hatte er bei den US-amerikanischen Olympiaausscheidungen mit 52,0 s den Weltrekord in seinen Besitz gebracht. Hier in Amsterdam hatte er im Zwischenlauf seinen Landsmann Frank Cuhel und den Briten Lord David Burghley besiegt. Im Finale legte David Burghley das schnellste Anfangstempo vor, doch ausgangs der letzten Kurve hatte er seinen Vorsprung eingebüßt, Taylor, Cuhel und Burghley lagen ziemlich gleichauf. Alle rechneten nun mit Taylors Finish. Aber der Brite ließ nicht locker, war auf der Zielgeraden der Schnellste und wurde Olympiasieger. Taylor resignierte auf den letzten Metern und fiel hinter Cuhel auf Platz drei zurück.
Erstmals gab es über 400 Meter Hürden keinen US-Sieg.

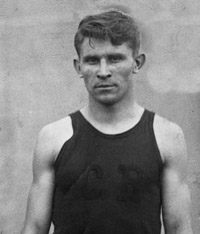
Frank Cuhel (USA), Gewinner der Silbermedaille
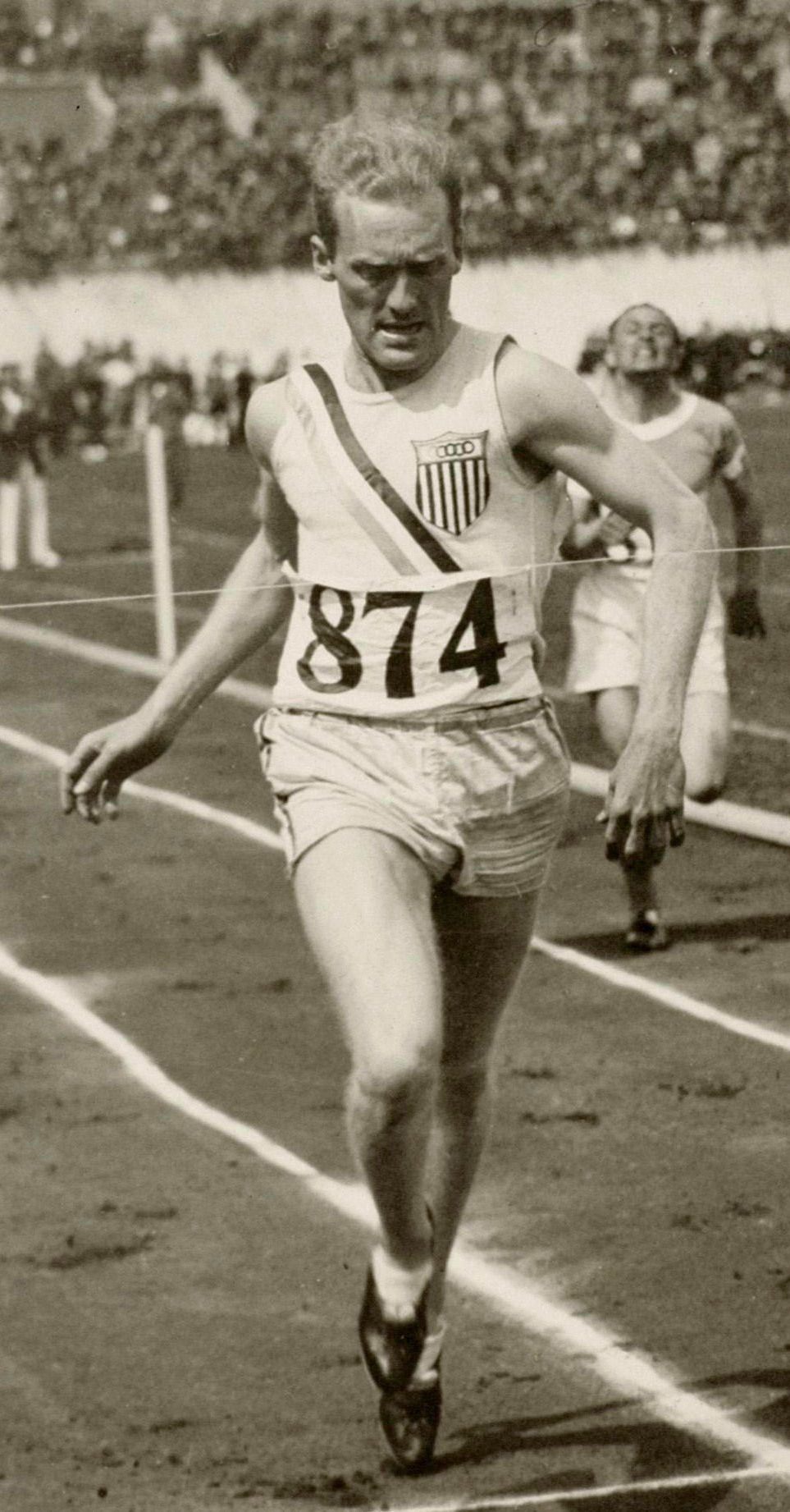
Bronze gab es für den Olympiasieger von 1924 Morgan Taylor

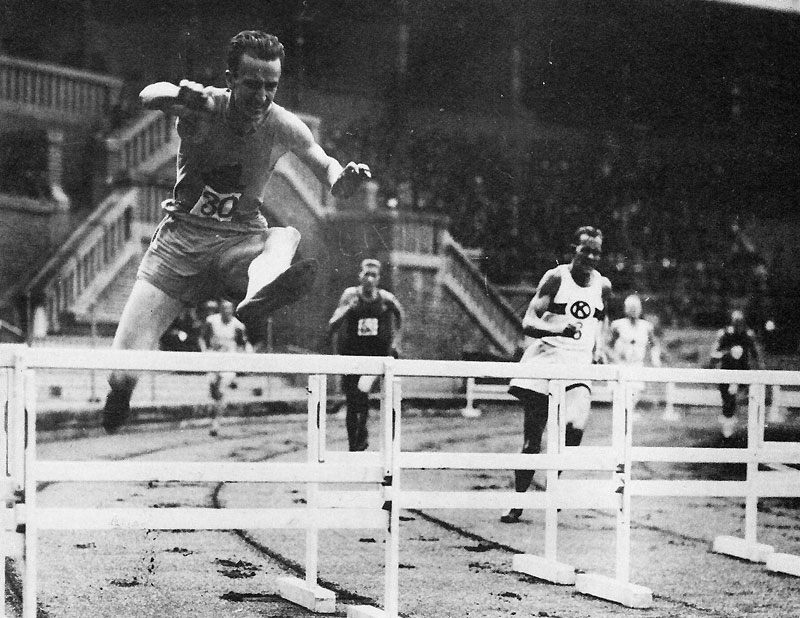
Platz vier für den Schweden Sten Pettersson (hier vorne links)
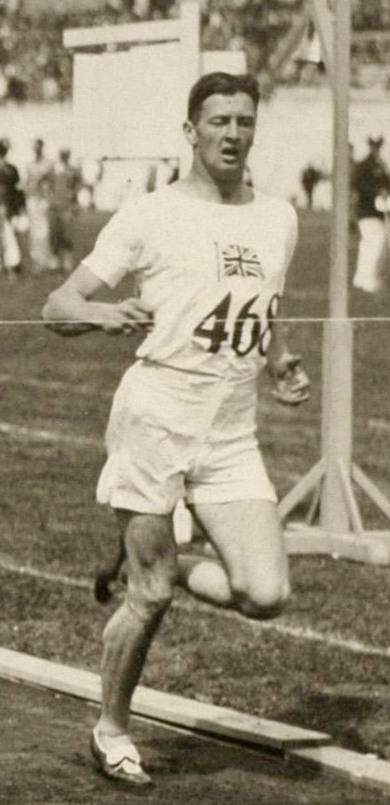
Tom Livingstone-Learmonth erreichte Platz fünf
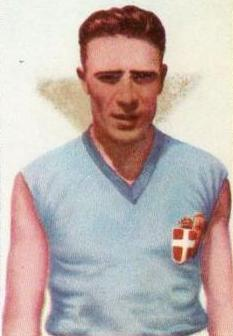
Luigi Facelli – im Finale Sechster

## Videolinks
- Lord David Burghley Claims Olympic Hurdles Title - Amsterdam 1928 Olympics, youtube.com, abgerufen am 18. Juni 2021
- amsterdam 1928 Summer Olympics, youtube.com, abgerufen am 18. Juni 2021